# کلینت بروکس
کلینت بروکس (انگلیسی: Cleanth Brooks؛ ۱۶ اکتبر ۱۹۰۶ – ۱۰ مه ۱۹۹۴) منتقد ادبی، اهل ایالات متحده آمریکا و از رهروان نحلهٔ نقد نو بود. از ۱۹۴۷ تا ۱۹۷۵ در دانشگاه ییل انگلیسی تدریس کرد. با رابرت پن وارِن دو درسنامهٔ پرنفوذ فهم شعر (۱۹۳۸) و فهم قصه (۱۹۴۳) را نوشت و با اثر دیگرش گلدان خوش‌ساخت (۱۹۴۷) روش جهت بررسی ادبیات از طریق تحلیل ساختار درونی را معرفی ساخت که بر نقد ادبی در آمریکا در دهه‌های ۱۹۵۰ و ۱۹۶۰ حاکم شد.
دو کتاب دربارهٔ لهجه‌های جنوبی آمریکا از دیگر تألیفات بروکس است. وی همچنین برندهٔ جوایزی همچون بورسیه رودز و کمک‌هزینه گوگنهایم شده است.